# Hallgrímur Helgason
Hallgrímur Helgason (* 18. února 1959 Reykjavík) je islandský spisovatel, malíř a překladatel.

## Život
Studoval na Islandské akademii umění (1980–1981) a Akademii výtvarných umění v Mnichově (1981–1982). Jelikož studium ho neuspokojovalo, začal se věnovat krajinomalbě a vytvářet vlastní romantické, „hezké“ a barevné obrazy inspirované svou rodnou zemí. Zimu 1985/86 strávil v americkém Bostonu a v letech 1986–1989 pobýval a tvořil v New Yorku.
Literárně debutoval románem Hella (1990), odehrávajícím se v malém islandském městečku Hella. V letech 1990–1995 žil a tvořil v Paříži; podzim roku 1995 strávil v newyorském Brooklynu a napsal zde svůj třetí román 101 Reykjavík (1996).
V roce 1996 se vrátil zpátky do Reykjavíku a publikoval svou první sbírku poezie. O pět let později vydal kontroverzní román Höfundur Íslands (2001), jehož tématem je patrně největší islandský spisovatel Halldór Kiljan Laxness a v němž se částečně inspiroval jeho nejvýznamnějším dílem, ságou Svobodný lid. K dalším známějším Hallgrímurovým románům patří 10 rad nájemného vraha, jak vyčistit kvartýr (2008) a „Konan við 1000°“ (2011).
Dva z jeho románů byly zfilmovány (podle knihy 101 Reykjavík vznikl film S milenkou mé matky) a podle čtyř z nich vznikly divadelní hry. Jako malíř měl více než 30 samostatných výstav na Islandu, v Dánsku, Švédsku a ve Francii a jeho díla se nacházejí v sbírkách několika galerií.

## Dílo (výběr)
Romány
- Hella (1990)
- Þetta er allt að koma (1994)
- 101 Reykjavík (1996)
- Höfundur Íslands (2001)
- Herra Alheimur (2003)
- Rokland (2005)
- The Hitman's Guide to Housecleaning (napsáno anglicky, 2008) - česky 10 rad nájemného vraha, jak vyčistit kvartýr (2011)
- „Konan við 1000°“ (2011)
- Sjóveikur í München (2015)

Poezie
- Ljóðmæli 1978–1998 (1998) - sebrané básně z období let 1978–1998
- Suit & Tie (2009)